# Mandjet Chasma
Mandjet Chasma (łac. Kanion Mandjet) – kanion na Charonie, odkryty w 2018 r. przez amerykańską sondę New Horizons i nazwany w 2018 r. przez Międzynarodową Unię Astronomiczną od barki, którą podróżował po niebie egipski bóg słońca Ra.